# ビッグコミックス
ビッグコミックス（BIG COMICS）は、小学館が発行している漫画単行本レーベル。主に『ビッグコミック』系列誌に掲載されたものを収録している。略称「BC」。

## 概要
『ビッグコミック』を始めとする『ビッグコミックオリジナル』『ビッグコミックスピリッツ』『ビッグコミックスペリオール』及び増刊号である『ビッグコミック増刊号』『ビッグコミックオリジナル増刊』に掲載された作品、『週刊ポスト』『GORO』『FMレコパル』などの小学館発行の非漫画雑誌に掲載された男性向け作品、携帯コミック配信サイト『モバMAN』掲載作品、また、同誌掲載作家の短編集などを収録している。
1973年9月1日、『さそり』（篠原とおる）の第1巻により創刊。同年6月から刊行されているリイド社SPコミックスの『ゴルゴ13』シリーズや、1972年4月創刊の双葉社アクションコミックスと同じ判型で、ビッグコミックスの創刊によって、青年漫画単行本の基本仕様となった。しかし、初期は青年向け漫画ジャンルの市場が未成熟だったことから、雑誌掲載のみで単行本化を見送られていた作品も多く、『裂けた旅券』（御厨さと美）など、1970年代中期から連載されていた作品が、ヤング誌の創刊が相次いだ1980年代に入ってから単行本化されるケースもあった。
基本的にどの雑誌に掲載されても、扱いは同じ「ビッグコミックス」であるが、『ビッグコミックスピリッツ』掲載作品の単行本には『ビッグスピリッツコミックス』の呼称が使われる場合もある（その場合でも型番は「BC」のまま）。背表紙上部も、通常は『BIG COMICS』の文字が書かれるだけのものが、スピリッツ掲載作品の単行本は『BIG』と『COMICS』の間に『S』の文字を合わせたものになっている。
1980年代以降は『週刊ポスト』連載の『弐十手物語』（小池一夫・神江里見）や、『GORO』連載の『サムライ・ノングラータ』（矢作俊彦・谷口ジロー）など、『ビッグコミック』創刊編集長だった小西湧之助が後に手掛けた非漫画雑誌の掲載漫画も、すべてビッグコミックスとして刊行されていたが、2009年より発行され始めた『モバMAN』掲載作品の単行本も、管轄上は『ビッグコミックスピリッツ』であったことから、ビッグコミックスが扱うことになった。『ビッグスピリッツコミックス』と同じく型番は「BC」だが、背表紙上部に「BC モバMAN」のロゴが載せられたり、奥付のレーベル名が『ビッグコミックス モバMAN』となっているなど、区別されている。
また、ビッグコミックスをはじめとする小学館の一部レーベルでは、完結していない作品は「第○集」表記とし、完結した作品に限って「第○巻」表記とするという様に、独自の表記規則が設けられている。ただし、担当編集者によっては法則適用の姿勢に違いがあり、少年サンデーコミックスなどでも「集」と表記される場合や、完結作品で「集」と表記される場合も見られる。

## 関連レーベル
ビッグコミックススペシャル
ビッグコミックスの特装版。『スピリッツ』掲載作品の場合は「ビッグスピリッツコミックススペシャル」の名前が使われることがある。また、作品によっては「スピリッツ怪奇コミックス」「スピリッツゴーゴーコミックス」など固有の名称がつけられることもある。
ビッグコミックスワイド
ビッグコミックスのワイド版。
ビッグコミックスイッキ
『月刊IKKI』の前身誌『スピリッツ増刊IKKI』掲載作品の単行本。月刊IKKIにリニューアルした後は一部作品を除いてIKKI COMIXからの発売となる。
ビッグゴールドコミックス / ビッグコミックスゴールド
『ビッグゴールド』掲載作品の単行本。前者は上製本、後者は通常のビッグコミックスと同じ。雑誌休刊に伴い廃止。
FLビッグコミックス（フォアレディビッグコミックス）
『ビッグコミックフォアレディ』掲載作品の単行本。雑誌休刊に伴い廃止。
少年ビッグコミックス
『少年ビッグコミック』掲載作品の単行本。『ヤングサンデー』への改題後は改題前に単行本化された作品のみ刊行が持続されていたが、該当する全作品の連載終了を以て廃止。
My First BIG
廉価版のコンビニコミック。
ポストコミックス
初期の『週刊ポスト』掲載作品の単行本を発行。現在では『週刊ポスト』掲載作品もビッグコミックスとして発行されるので現存しない。
ビッグコミックス フロントライン
『ビッグコミック』や『ビッグコミックオリジナル』に掲載された作品を中心とした「人生のフロントライン（最前線）に立つ70代以上の読者に向けたレーベル」。「老いや介護、看取り、終活、終の棲家など、シニア世代向けの題材を扱った」作品が扱われる。